# Philippinische Küche

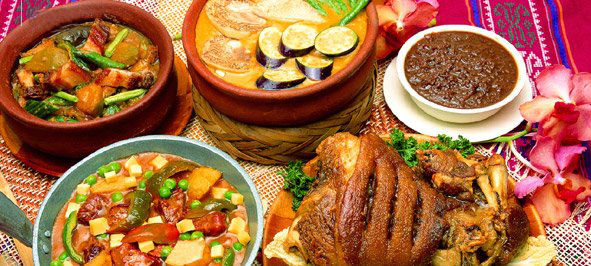
Zusammenstellung einiger philippinischer Gerichte

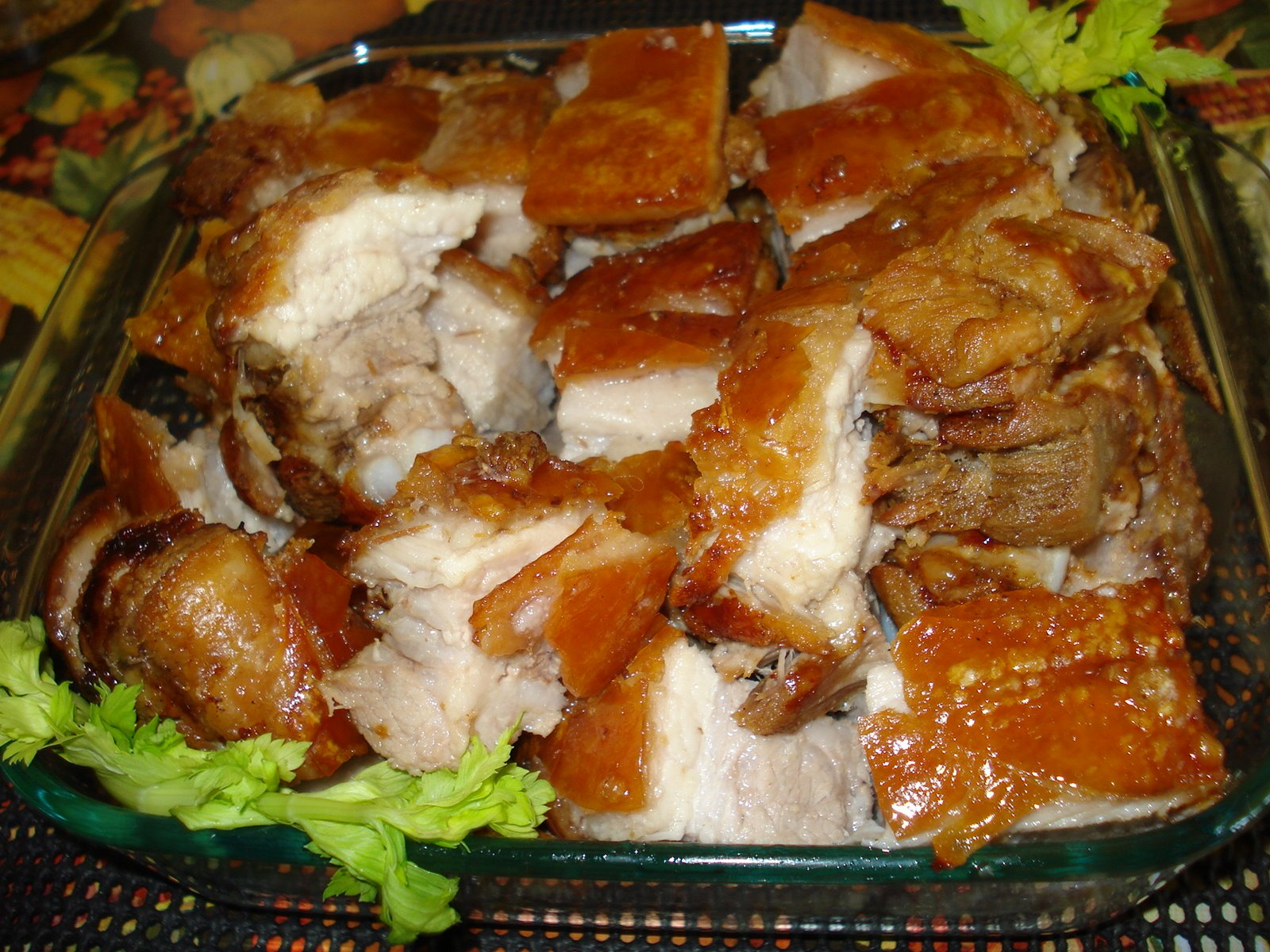
Lechón.

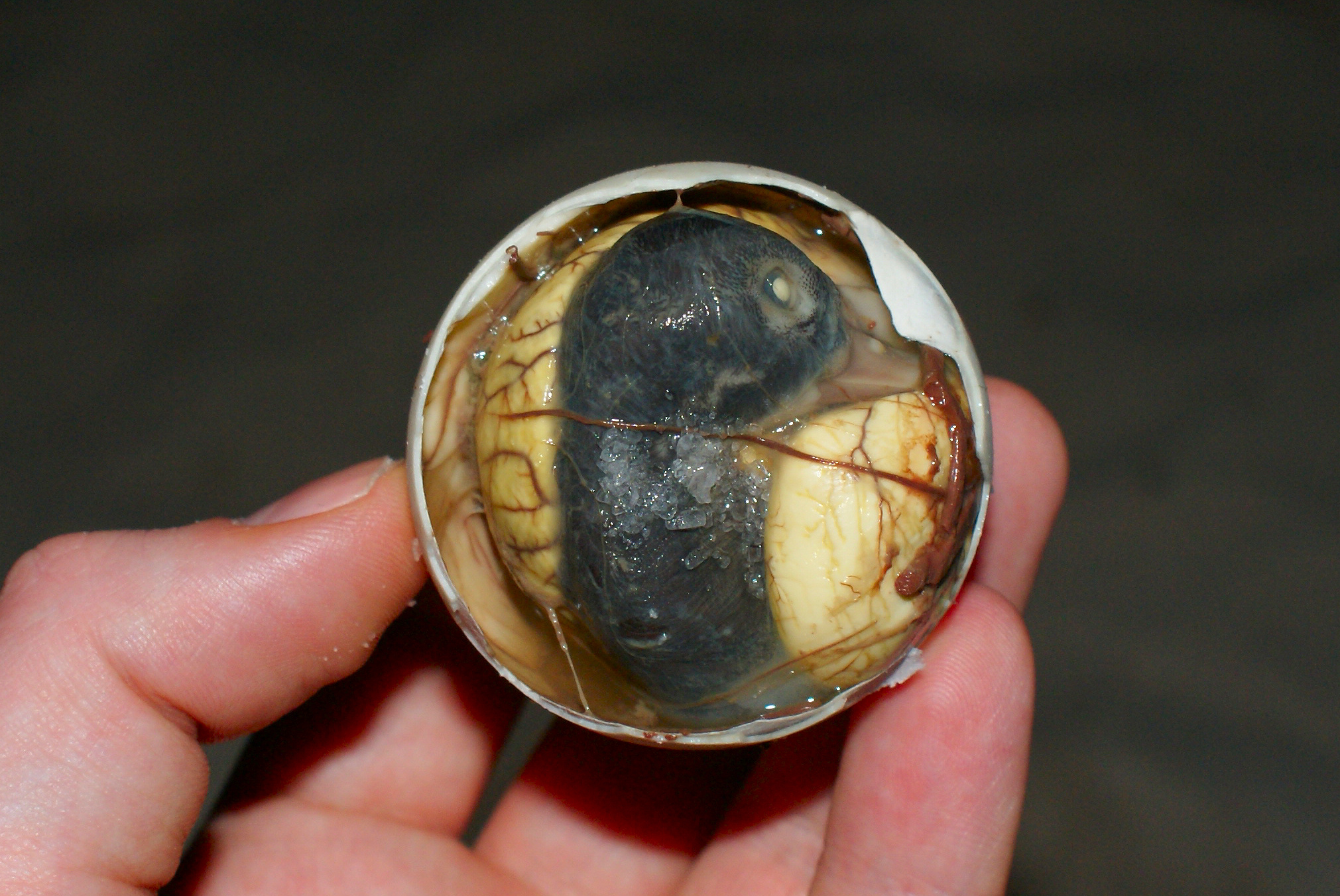
Entenbalut, das sichtbar angebrütete Ei mit dem ausgebildeten Embryo, Schnabel und die Federn sind deutlich zu ausgeformt, wird gekocht und dann mit Salz bestreut, manchmal auch mit Essig oder Sojasauce beträufelt, und aus der Schale geschlürft.

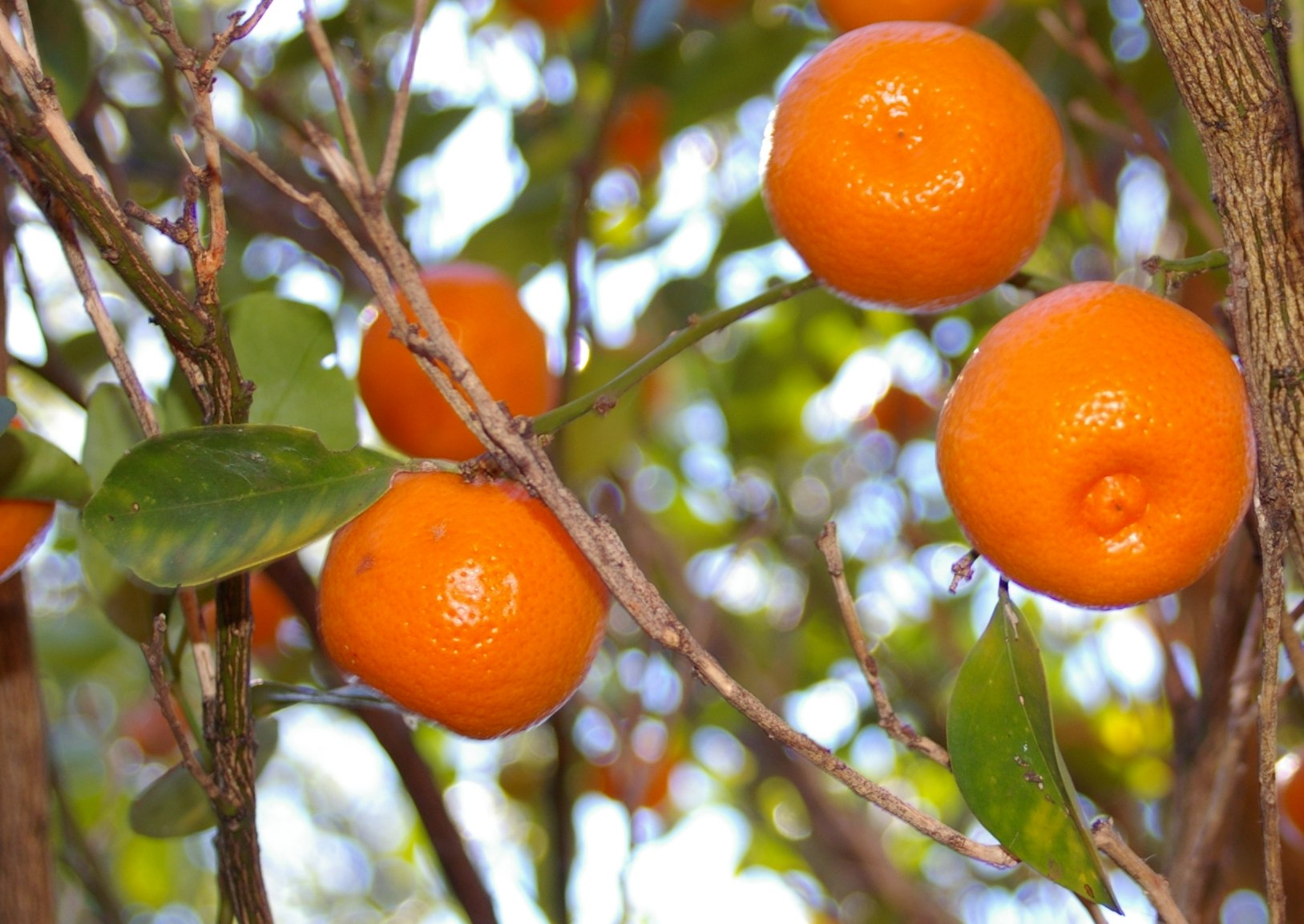
Calamansi sind Zitrusfrüchte (bot. Citrofortunella microcarpa), eine Kreuzung aus Mandarine und der ovalen Kumquat – während die Mandarine zur Gattung der Zitruspflanzen gehört, repräsentieren Kumquats eine eigene eng verwandte Gattung innerhalb der Rautengewächse.

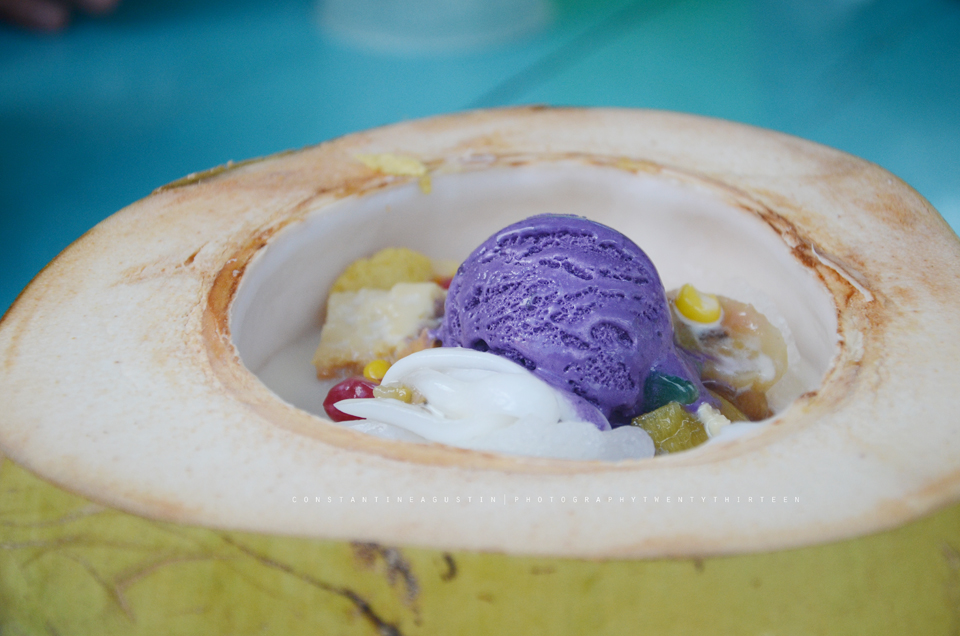
Halo-halo, auf den Philippinen wird das Purpur-Yams (dort heißt es „Ube“, bot. Dioscorea alata var. purpurea) für viele Süßspeisen verwendet.

Die philippinische Küche vereinigt spanisch-mexikanische, chinesische, indische, japanische und amerikanische Einflüsse, die auf die Regionalküchen der unterschiedlichen ethnischen Gruppen der Philippinen gewirkt haben.

## Essen
Fisch und Meeresfrüchte sind gemeinsam mit Reis die Grundnahrungsmittel der Philippinen. Fisch wird im einfachsten Fall schlicht gebraten und mit Reis, der Bestandteil jeder Mahlzeit ist, und Gemüse gegessen. Aus größeren Fischen wird meistens Sinigang na isda (eine säuerliche Suppe), Paksiw (mit Pfeffer und Essig geköchelter Fisch) oder inihaw (gegrillter Fisch) zubereitet. Garnelen, Krabben und Langusten sind teuren und exklusiven Gerichten vorbehalten. Als Arme-Leute-Essen gelten traditionell Muscheln und Schnecken, obwohl diese auch als Delikatesse in guten Restaurants serviert werden. Kinilaw, roher Fisch, der in Essig mariniert wird und mit klein geschnittenen Zutaten wie Knoblauch, Ingwer und Chili in vielen lokalen Rezeptvariationen zubereitet wird, ist eine preiswerte Delikatesse.
Schweinefleisch wird, außer in den islamischen Regionen, ebenfalls gerne gegessen. Als Nationalgericht gilt Adobo, dieses besteht aus Schweinefleisch, Rindfleisch, Geflügel, Fisch oder Gemüse, welches gedünstet wird. Dazu kommen Essig, Knoblauch, Zwiebeln, Pfeffer und je nach Region Sojasoße oder Kokosmilch. Für feierliche Anlässe wird meist geröstetes Spanferkel mit Lebersoße serviert, in den Philippinen unter dem spanischen Namen Lechón bekannt. Andere populäre Speisen sind gegrillte Fleisch- oder Fischspieße oder auch an der Luft getrocknetes und gesalzenes Rindfleisch (Tapa), welches gebraten oder gegrillt und mit Nipapalm-Essig gewürzt wird. Kare-Kare (Ochsenschwanz und/oder Rindfleisch in Erdnusssauce) ist auch sehr populär. Die Speisen sind dabei nicht so stark gewürzt wie in anderen asiatischen Ländern, dafür wird viel Kokosnussmilch verwendet: So entsteht Guinatan, wenn Fleisch und Gemüse mit Kokosnussmilch aufgekocht wird. In der Provinz Bicol wiederum wird gerne scharf gegessen, das so genannte Bicol Express ist zum Beispiel dem Thai-Curry sehr ähnlich.
Chinesischen Ursprungs sind mit Fleisch oder Gemüse gefüllte Teigtaschen (Siopao). An Geburtstagen werden lange Nudeln (Pancit), die ein langes Leben symbolisieren sollen, serviert. Pancit sind ebenso wie Frühlingsrollen (Lumpia) oder die kleinen Lumpiang Shanghai (Schanghai-Lumpia) chinesischen Ursprungs. Arroz caldo (Reis mit Huhn) hat zwar aufgrund der Kolonialzeit einen spanischen Namen, ist jedoch gleichfalls auf chinesische Einflüsse zurückzuführen.
Als Zwischenmahlzeit (merienda) gibt es spanische Gerichte wie Ensaymada (süßes Buttergebäck mit Käse) oder Pan de sal (kleine Brötchen), aber auch Reisgebäck wie Puto oder Bibingka. Puto wird sehr oft mit Dinuguan (einer Suppe aus Schweinefleisch und Blut) gegessen. Die chinesischen Gerichte Hopia (Gebäck mit Bohnenpaste) oder Pancit canton (Wok-Nudeln) werden auch sehr gerne serviert.
Ein beliebter Snack auf den Philippinen ist das Balut, ein angebrütetes und dann gekochtes Entenei. 
In den Philippinische Kordilleren wird Geflügel zu besonderen Feierlichkeiten auf besondere Weise geschlachtet, nämlich mit Pinikpikan - Schläge auf den Kopf, bis sie tot sind. Bevor die Speise ausgeteilt wird, betet ein Ältester über einer Portion, die für die Anito (Ahnengeister), die zum Fest eingeladen sind, reserviert ist. Bei jedem Pinikpikan-Ritual im Haus wird ein Stück des geopferten Huhns und eine Handvoll Reis als Opfergabe für den Anito in einen Korb gelegt, der im Haus verbleibt, selbst bei einem Umzug der Familie. Philippinische Frauen glauben, dass der Duft des Huhns den Geburtsvorgang erleichtert.
Zu den bekanntesten Exporten der Philippinen zählen Mangos. Philippinische Mangos sind weniger sauer als indische Mangos. In der Provinz Laguna gilt der Buko pie (Kokosnuss-Kuchen) als eine besondere Spezialität. Auf der Straße und in Fastfood-Restaurants wird oft Halo-halo verkauft, eine Mischung aus gehobeltem Eis, Milch, Taro, Kokosraspel, Karamellpudding, Bohnen und Früchten. Eine ähnliche Süßspeise ist Nata de coco.
Aufgrund der spanischen und amerikanischen Kolonisation wird Essbesteck beim Essen verwendet, allerdings meist ohne Messer, nur Löffel und Gabel. Bei der ländlichen Bevölkerung und bei traditionellen Zwischenmahlzeiten wird jedoch vornehmlich mit den Fingern gegessen (kamayan).
Gewöhnungsbedürftig für westliche Geschmäcker ist der intensive Einsatz von Zucker bei manchen Gerichten. Ein von westlichen Besuchern oft abgelehntes Würzmittel ist Bagoong, eine Paste aus fermentierten Garnelen.

## Getränke
Hauptgetränk zu den Mahlzeiten ist klares Wasser, dies wird aber immer mehr von Softdrinks verdrängt. Eine weit verbreitete Biermarke ist San Miguel – die spanische Biermarke San Miguel ist zwar anders gebraut als die philippinische, gehört jedoch auch zur spanisch-philippinischen Soriano-Familie. Teurer Importwein wird meist nur von der wohlhabenden Bevölkerung getrunken. Andere stark alkoholische Getränke sind der Palmwein Tuba und sein Destillat Lambanog, Basi-Schnäpse, die aus Reis oder Palmen hergestellt werden, und milder Rum aus Zuckerrohr.
Kaffee wird überwiegend als Fertigkaffee getrunken, außer in der Provinz Batangas, wo es einen sehr starken einheimischen Kaffee gibt, der Barako genannt wird.